# Stazione di Cerignola Campagna
Stazione di Cerignola Campagna vasútállomás Olaszországban, Puglia régióban, mely Cerignola települést és annak Cerignola Campagna nevű frazionéját szolgálja ki.

## Vasútvonalak
Az állomást az alábbi vasútvonalak érintik:
- Ancona–Lecce-vasútvonal
- Cerignola Campagna-Cerignola Città-vasútvonal

## Kapcsolódó állomások
A vasútállomáshoz az alábbi állomások vannak a legközelebb: 
- Stazione di Trinitapoli-San Ferdinando di Puglia
- Stazione di Ortanova
- Candida railway station
- Cerignola Città railway station